# Tomáš Školoudík
Tomáš Školoudík (* 24. října 1985 Dobřany) je bývalý český top model a pornoherec vystupující pod jménem Tommy Wood, v roce 2011 v časopise Týden označený za jednoho z nejznámějších českých modelů, v roce 2012 hodnocený serverem Models.com jako jedním z 50 nejvíc sexy mužů světa.
Pochází z Dobřan u Plzně. V mládí hrál devět let fotbal a sportovní zaměření mělo i jeho středoškolské studium. Později se přestěhoval do Los Angeles, zkoušel se prosadit v hudebním průmyslu, jeden semestr studoval na vysoké škole, ale kvůli cestování a modelingu studia zanechal.
Modelingu se začal věnovat ve svých 19 letech. Objevil se mimo jiné na titulních stranách magazínů, jako jsou Men's Health, Men's Folio, Style: Men. V roce 2009 působil pro značku spodního prádla International Jock. V roce 2011 již fotil pro značku Dolce & Gabbana. Téhož roku pro Kennetha Colea účinkoval ve spotu kampaně na podporu stejnopohlavního manželství. V roce 2012 (a opět 2013 i 2014) účinkoval v kampaních pro Armani Jeans a Emporio Armani, mimoto také pro Buffalo, Gas Jeans, Calvin Klein, Free Soul, Guess Underwear či Gap. Byl zastupován českou agenturou Jaro Management, newyorskou agenturou DNA models, Nous Model Management, Premier and Success, agenturou Two Management a dalšími.
Ještě na počátku své modelingové kariéry zkusil své štěstí také v pornografickém průmyslu, když nafotil několik sérií fotek, natočil sólové video a pod přezdívkou Caleb Tucker účinkoval nejméně v jednom gay pornografickém filmu, a to ve scéně s Robbiem Mastersem ve snímku Alluring Cumback (2005) režiséra Jana Nováka.